# ラムタラ (ビデオ販売店チェーン)
ラムタラは、株式会社ロイ電器が関東を中心に店舗を展開するビデオ販売店チェーン。アルファベット表記はLAMMTARRAで、おそらく伝説の競走馬ラムタラの名に使われたアラビア語を名前の由来とし、店舗の看板やマスコットキャラクターに中東風の衣装の男女や、少女（ララちゃん）が使われている。

## 概要
秋葉原、新宿、横浜駅前、アメ横などに店舗を持ち、店舗によってはビデオ・DVD・音楽CD・ブルーレイのほか、書籍やパソコンゲーム、漫画・アニメ同人誌などを取り扱っており、アニメ、アイドル、成人向けなどのいわゆるマニアック性の強いサブカルチャー商品に特化した店舗展開を行っている。雑貨店と表記されることもある。同店エレベーター内にて、おそらく名前が同じという理由から「ラムタラ」（月島きらり starring 久住小春 (モーニング娘。)）をテーマソングのように流していたこともあった。
概ね下層階でアイドルCDや写真集、DVDを取り扱い、店内奥や上層階ではアダルトビデオを取り扱う。新宿や秋葉原地区に多く店舗を構えることからアダルトビデオメーカーとのタイアップ企画も多い。また大型CDショップのように店舗一押し作品を一般作品、アダルト作品問わずディスプレイ陳列することでも知られ、定期的に店舗単位でのコンテストが開かれている。
秋葉原近郊店では同地のソフマップ同様、グラビアアイドルやAV女優による即売イベントを行うことでも著名である。
系列店として、ムーラン、アリババ、ディスクメイト等があり、買い取りおよび中古専門店のムーランオープン以後はラムタラブランド店でも買い取りを行っている店舗が増えている。

## 店舗一覧
秋葉原地区
- 買取販売市場ムーラン中央通り店
- ラムタラメディアワールドアキバ
- ラムタラ秋葉原店
- ラムタラエピカリアキバ店
- アリババ秋葉原店
- 買取販売市場ムーランAKIBA（旧石丸電気ゲーム・ホビー館跡地）
- トレカの洞窟タワー店　※カードゲーム専門店

新宿地区
- 買取販売市場ムーラン新宿東南口店（旧ラムタラエピカリ新宿店）
- ラムタラ高田馬場駅前店

上野地区
- ラムタラ上野店

東京・関東地区
- ラムタラ横浜駅前店
- ラムタラ京王堀之内店
- ラムタラ町田駅前店
- ラムタラ東村山店（最寄駅は西武新宿線久米川駅）
- ラムタラエピカリ赤羽店
- ラムタラ八王子駅前店
- ラムタラ立川駅前店
- ラムタラ東久留米店
- ラムタラ瑞穂店
- アリババ五反田店
- アリババ吉祥寺店
- ディスクメイト練馬関町店
- 買取販売市場ムーラン横浜西口店

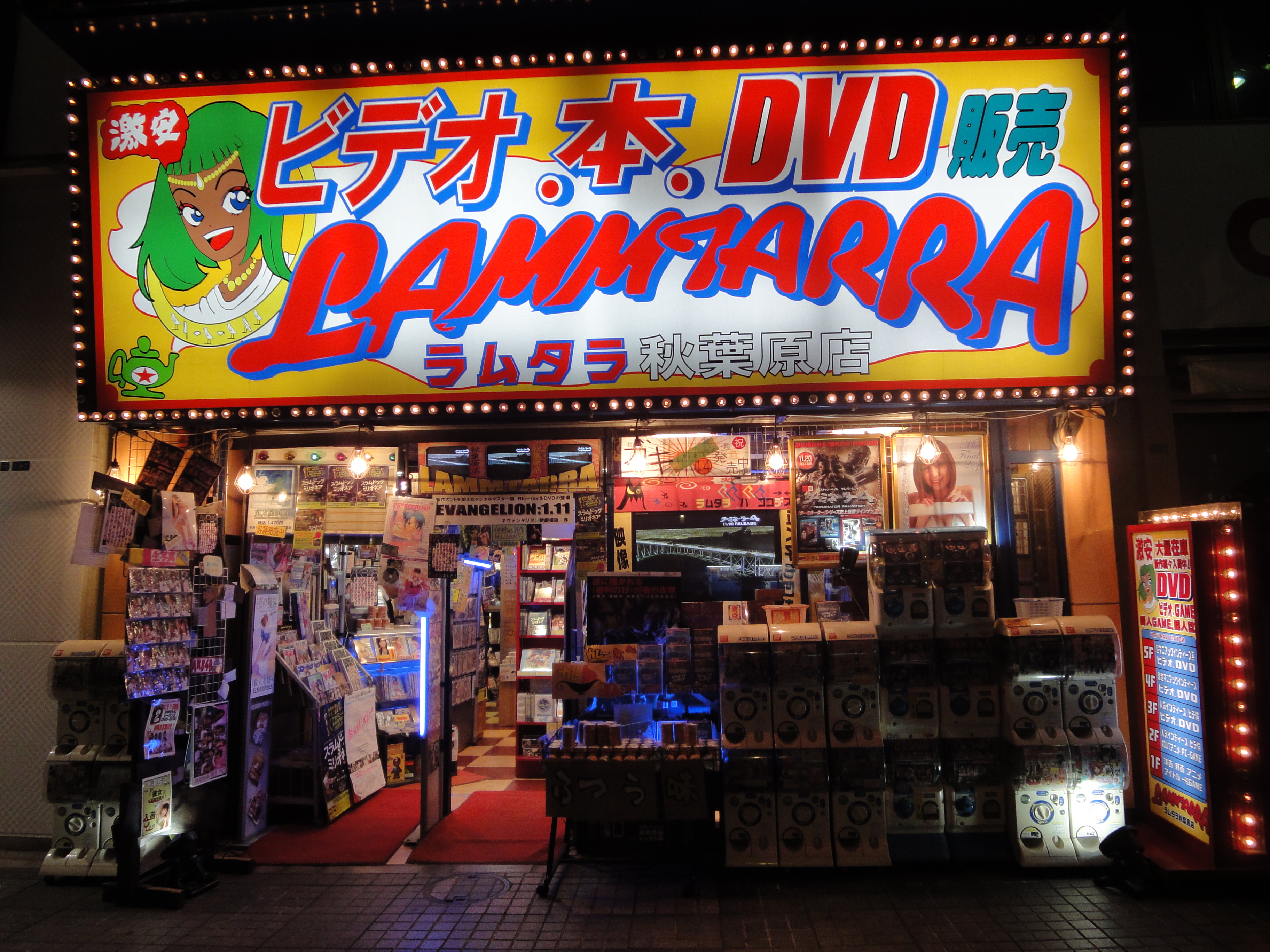
ラムタラ秋葉原店
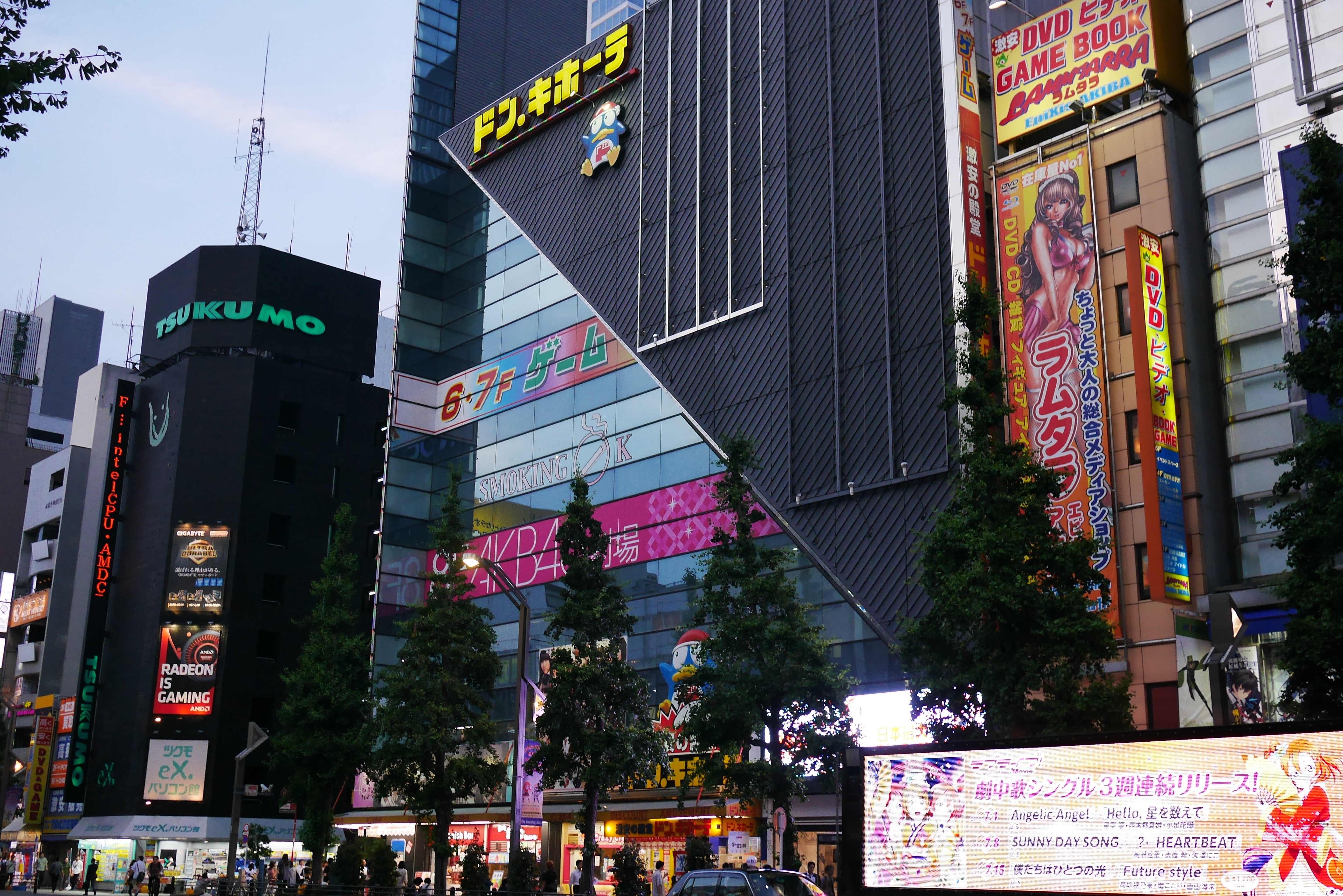
ラムタラエピカリアキバ店
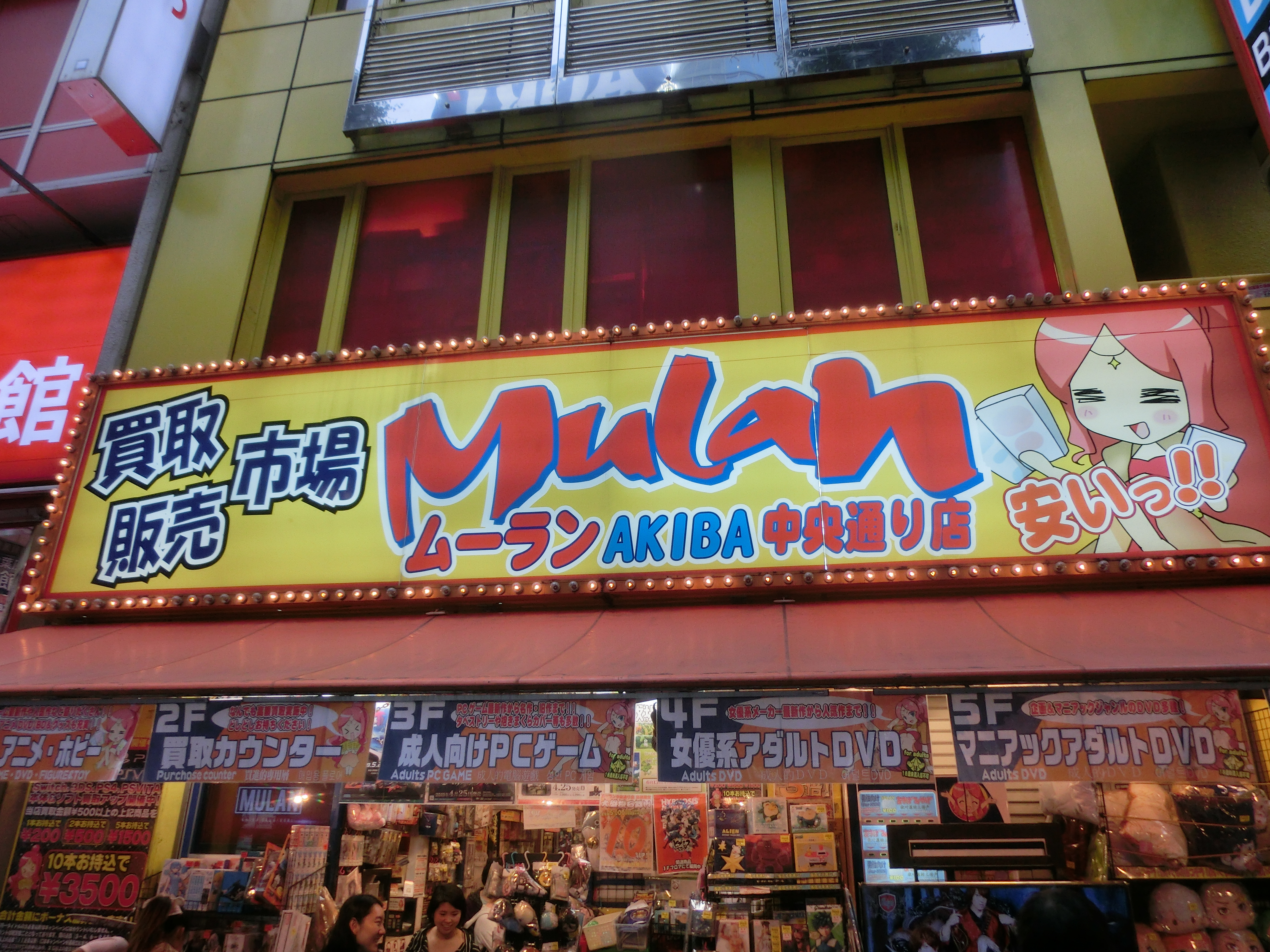
ムーランAKIBA中央通り店
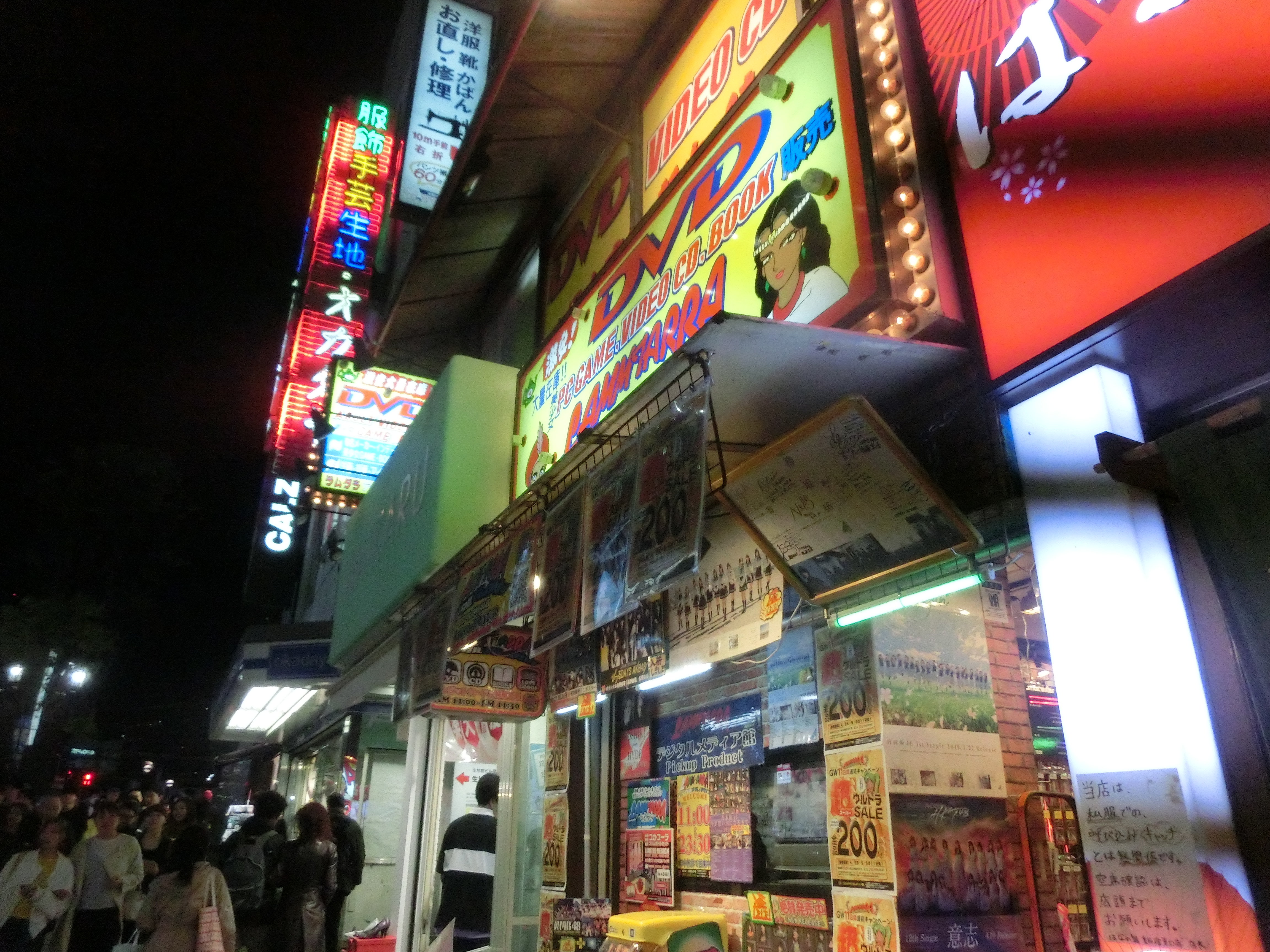
ラムタラデジタルメディア館
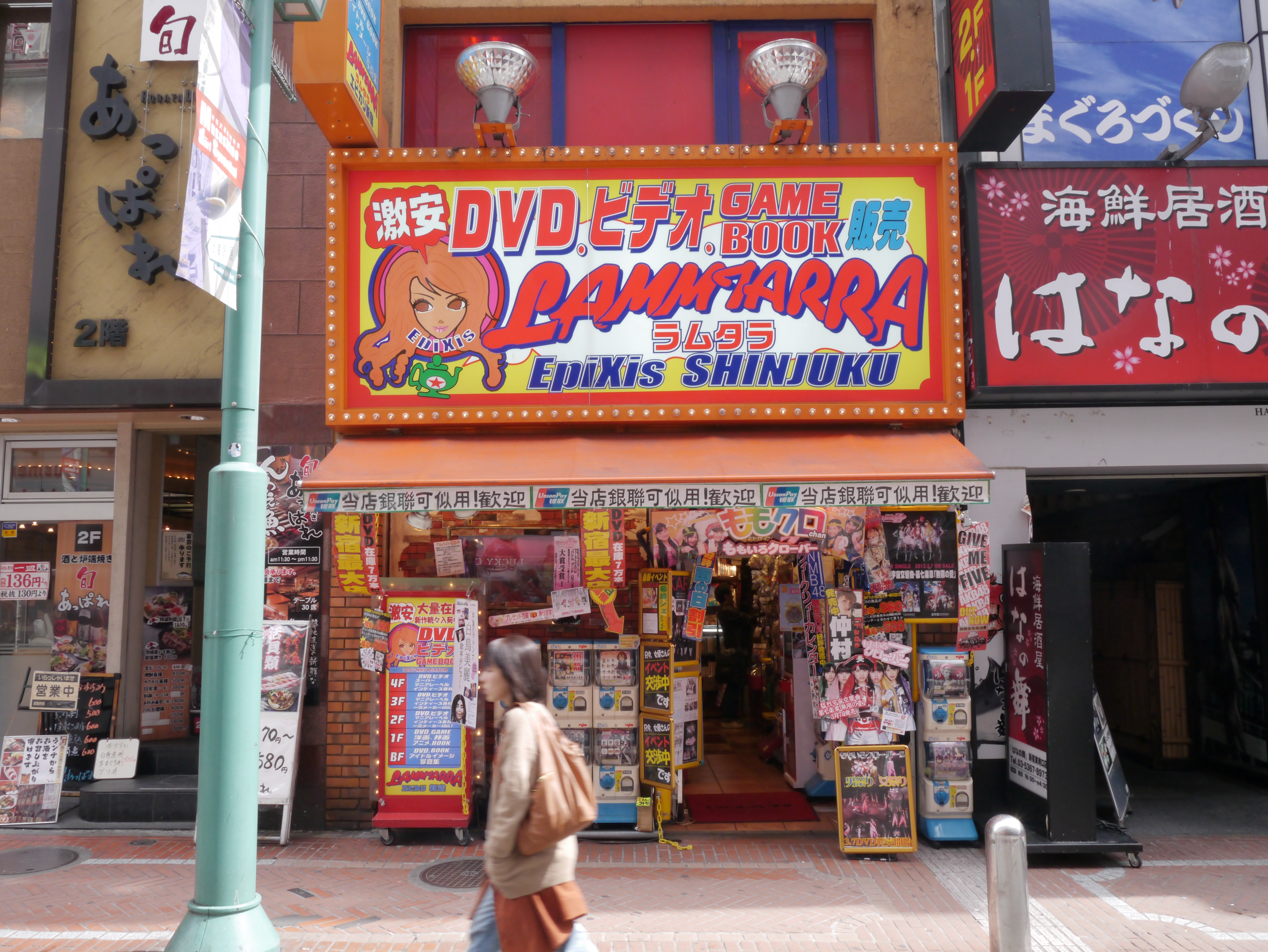
ラムタラエピカリ新宿店
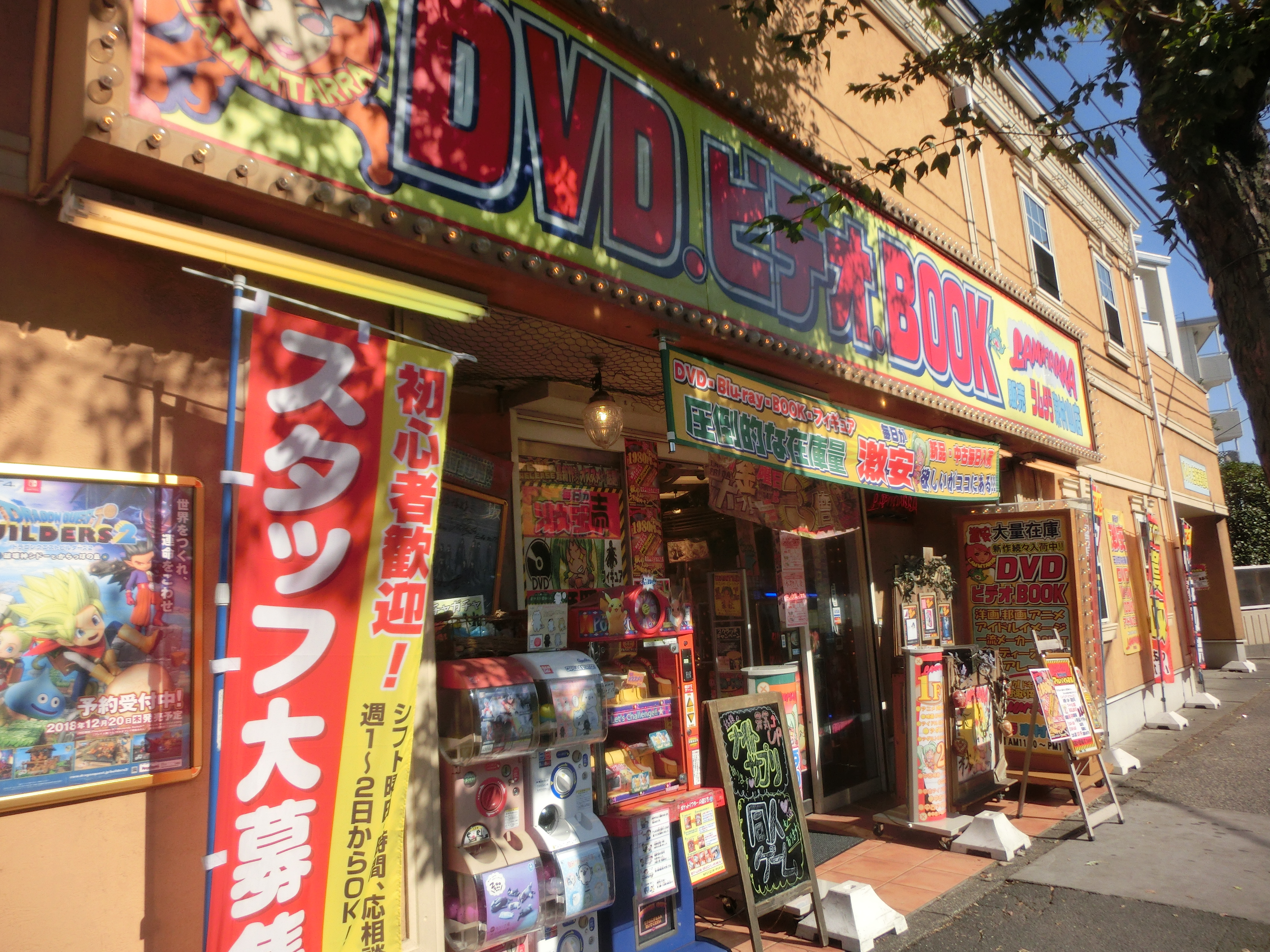
ラムタラ東村山店

### 閉店
- ラムタラ新宿東口店（創業店、1996年開店、2020年5月15日閉店）[8]
- ラムタラアメ横店
- ラムタラ渋谷駅前店
- ムーラン新宿西口店（2019年7月20日閉店）[9]
- ラムタラデジタルメディア館（新宿。2020年8月31日閉店[10]）
- トレカの洞窟秋葉原本店（2020年5月閉店、旧石丸電気アイドル館跡地）[11]
- トレカの洞窟東久留米店（2020年5月閉店）

## テレビCM
2000年代後半、南関東の独立局3局（首都圏トライアングル）では、深夜帯（特にUHFアニメ放送時）を中心にスポットCMが多く流れていた。秋葉原店のCMには桜川ひめこが出演、大宮店のCMにはみひろが出演、エピカリのCMには希志あいのが出演している。
- tvk・チバテレビ - 秋葉原店（tvkは横浜駅前店も流れた）
- テレ玉 - 大宮駅前店

なお、テレ玉では以前は新宿店のCMが流れていた。また、tvkでは系列のレンタルビデオ店、ハリウッドビデオのスポットCMも流れていた。